# Икэмацу, Кадзухико
Кадзухико Икэмацу (яп. 池松 和彦 Икэмацу Кадзухико, род. 26 декабря 1979 года, Тикудзэн, Фукуока) — японский борец вольного стиля, бронзовый призёр чемпионата мира (2003) и чемпион Азии (2004).